# Hanžeković Memorial 2007
Il Hanžeković Memorial 2007 è stato un meeting di atletica leggera svoltosi il 4 luglio 2007 a Zagabria, in Croazia, facente parte del circuito IAAF World Tour, di cui rappresentava il dodicesimo appuntamento stagionale.

## Uomini
| Evento: | Vincitore:                   | Vincitore: | 2º piazzato:                  | 2º piazzato: | 3º piazzato:                | 3º piazzato: |
| --- | ---------------------------- | ---------- | ----------------------------- | ------------ | --------------------------- | ------------ |
| 100m | Matic Osovnikar Slovenia     | 10.19      | Gregory Bolden Stati Uniti    | 10.29        | Jason Gardener Regno Unito  | 10.34        |
| 200 m | Tim Abeyie Regno Unito       | 20.67      | Christopher Williams Giamaica | 20.69        | Patrick Johnson Australia   | 20.78        |
| 400 m | Alleyne Francique Grenada    | 46.29      | Timothy Benjamin Regno Unito  | 46.57        | Erison Hurtault Stati Uniti | 46.74        |
| 3.000 m | Micah Kogo Kenya             | 7:48.92    | Benjamin Limo Kenya           | 7:50.04      | Moses Masai Kenya           | 7:56.94      |
| 110hs | Dayron Robles Cuba           | 13.35      | David Payne Stati Uniti       | 13.56        | Ron Bramlett Stati Uniti    | 13.59        |
| 400hs | Derrick Williams Stati Uniti | 49.24      | Adam Kunkel Canada            | 49.73        | Rickey Harris Stati Uniti   | 50.26        |
| Salto in lungo | Irving Saladino Panama       | 8.45m      | Miguel Pate Stati Uniti       | 7.96m        | Rogèrio Bispo Brasile       | 7.85m        |
| Getto del peso | Miran Vodovnik Slovenia      | 20.63m     | Tomasz Majewski Polonia       | 20.08m       | Daniel Taylor Stati Uniti   | 19.90m       |
| Lancio del giavellotto | Igor Sukhomlinov Russia      | 79.12m     | Ilya Korotkov Russia          | 76.27m       | Scott Russell Canada        | 73.33m       |
| AR record continentale \| NR record nazionale \| PB record personale \| SB record personale stagionale \| WL miglior prestazione dell'anno \| WR record mondiale |                              |            |                               |              |                             |              |

## Donne
| Evento: | Vincitore:                       | Vincitore: | 2º piazzato:                      | 2º piazzato: | 3º piazzato:                    | 3º piazzato: |
| --- | -------------------------------- | ---------- | --------------------------------- | ------------ | ------------------------------- | ------------ |
| 100m | LaShauntea Moore Stati Uniti     | 11.19      | Rachelle Boone-Smith Stati Uniti  | 11.22        | Yevgeiya Polyakova Russia       | 11.33        |
| 200 m | Rachelle Boone-Smith Stati Uniti | 23.17      | LaShauntea Moore Stati Uniti      | 23.20        | Kim Gevaert Belgio              | 23.23        |
| 400 m | Ilona Usovich Bielorussia        | 51.73      | Tatyana Veshkurova Russia         | 52.33        | Christy Ekpukhon Nigeria        | 52.62        |
| 800 m | Lucia Klocovà Slovacchia         | 2:01.56    | Svetlana Cherkasova Russia        | 2:01.80      | Jolanda Čeplak Slovenia         | 2:01.97      |
| 3.000 m | Olga Komyagina Russia            | 8:52.03    | Beylanesh Fekadu Etiopia          | 8:52.04      | Gulnara Samitova-Galkina Russia | 8:56.14      |
| 100hs | Delloreen Ennis-London Giamaica  | 12.91      | Perdita Felicien Canada           | 13.03        | Damu Cherry Stati Uniti         | 13.03        |
| 400hs | Jana Pittman Australia           | 54.25      | Tiffany Ross-Williams Stati Uniti | 54.38        | Angela Morosanu Romania         | 54.40        |
| Salto in alto | Blanka Vlašić Croazia            | 1.90m      | Emma Green Svezia                 | 1.90m        | Marina Aitova Kazakistan        | 1.85m        |
| Lancio del martello | Tatyana Lysenko Russia           | 76.74m     | Yipsi Moreno Cuba                 | 73.89m       | Betty Heidler Germania          | 73.25m       |
| AR record continentale \| NR record nazionale \| PB record personale \| SB record personale stagionale \| WL miglior prestazione dell'anno \| WR record mondiale |                                  |            |                                   |              |                                 |              |